# Dionisi d'Heliòpolis
Dionisi (en grec antic: Διονυσίος, llatí: Dionysius) va ser un escriptor de l'antiga Grècia nascut a Heliòpolis (Egipte), conegut solament per una referència d'Artemidor d'Efes. Va ser l'autor d'un llibre sobre somnis.